# Batophila punctifrons
Batophila punctifrons es un coleóptero de la familia Chrysomelidae. Fue descrita en 1992 por Wang.